# Lifeboat (film)
Lifeboat is een Amerikaanse thrillerfilm uit 1944 die geregisseerd werd door Alfred Hitchcock. De gehele film speelt zich af aan boord van een reddingsboot. De hoofdrollen worden gespeeld door Tallulah Bankhead, William Bendix, Walter Slezak, Mary Anderson, John Hodiak, Henry Hull, en Heather Angel.
De film werd genomineerd voor verschillende Oscars.

## Verhaal
Verschillende Amerikaanse en Britse mensen komen vast te zitten op zee in een reddingsboot, nadat hun schip vernietigd is door een Duitse U-boot. De U-boot zelf zinkt hierbij ook. Willi, een Duitse overlevende, wordt aan boord van de reddingsboot gehaald. Hij ontkent een bemanningslid van de U-boot te zijn. Kovac, een van de inzittenden van de boot, vertrouwt Willi niet en stelt voor dat ze hem overboord zetten en aan zijn lot overlaten. Garrett en enkele anderen benadrukken echter dat Willi als krijgsgevangene kan worden beschouwd en dus mag blijven.
Een van de passagiers, een baby, sterft al vroeg in de film. Zijn moeder raakt hierdoor zo overmand door verdriet dat ze zichzelf die avond overboord gooit en verdrinkt.
De overige inzittenden proberen het zo lang mogelijk uit te houden in de reddingsboot door het weinige voedsel aan boord te rantsoeneren. Ze varen richting Bermuda daar dit het dichtstbijgelegen land is. In het begin zijn de personages coöperatief en bereid samen deze beproeving te overleven, maar naarmate de tijd vordert zorgen wanhoop en uitdroging voor steeds meer spanningen tussen hen. Kovac neemt binnen de groep de leiding op zich, maar Willi ondermijnt zijn gezag.
Van alle personages wordt ook langzaam hun verleden duidelijk, waaronder hun religie, sociale klasse en nationaliteiten. De groep moet een aantal lastige beslissingen nemen. Zo zijn ze gedwongen het been van een van de inzittenden te amputeren omdat deze lijdt aan gangreen. Tevens komen ze in een storm terecht.
Uiteindelijk blijkt Willi gelogen te hebben; hij was de kapitein van de U-boot. Als op een ochtend, terwijl verder iedereen nog slaapt, Gus Smith Willi betrapt op stiekem wat extra water drinken, duwt Willi hem overboord. Gus verdrinkt voor de anderen wakker worden. Wanneer de anderen later toch ontdekken wat Willi heeft gedaan, keren ze zich als een groep tegen hem, slaan hem in elkaar, en gooien hem overboord. Hij verdrinkt.
Dan blijkt dat Willi buiten ieders weten om de koers van de reddingsboot heeft gewijzigd. De boot vaart recht op een Duits bevoorradingsschip af. Voordat de Duitsers hen aan boord kunnen halen, wordt het Duitse schip door een oorlogsschip van de geallieerden tot zinken gebracht. Een jonge Duitse matroos overleeft de vernietiging en belandt in de reddingsboot. Dit stelt de andere inzittenden voor het dilemma of ze zijn leven moeten sparen, terwijl ze wachten tot het geallieerde schip hen op komt pikken.

## Rolverdeling
| Acteur            | Personage              |
| ----------------- | ---------------------- |
| Tallulah Bankhead | Constance Porter       |
| William Bendix    | Gus Smith              |
| Walter Slezak     | Willi                  |
| Mary Anderson     | Alice MacKenzie        |
| John Hodiak       | John Kovac             |
| Henry Hull        | Charles D. Rittenhouse |
| Heather Angel     | Mevrouw Higley         |
| Hume Cronyn       | Stanley Garrett        |
| Canada Lee        | George Spencer         |
| William Yetter    | Duitse matroos         |

## Achtergrond

### Productie
Toen Lifeboat in productie ging, stond Hitchcock onder contract bij David O. Selznick. Hitchcock mocht met zijn toestemming een film regisseren voor Twentieth Century-Fox, in ruil voor diensten van enkele acteurs onder contract stonden bij Fox, en de rechten op drie verhalen die Fox bezat. Hitchcock zou 2 films voor Fox gaan regisseren, maar de tweede werd nooit gemaakt, vermoedelijk omdat Fox ontevreden was over de lengte die de productie van Lifeboat in beslag had genomen.
Het was Hitchcock zelf die met het idee voor de film kwam. Hij benaderde A.J. Cronin, James Hilton en Ernest Hemingway om hem te helpen het scenario te schrijven. Zij hadden eerder gewerkt aan de documentaire The Forgotten Village maar hadden nog nooit een fictief verhaal geschreven. Steinbeck wilde het verhaal ook bewerken tot een roman, maar deze werd nooit gepubliceerd omdat zijn uitgever het verhaal als “inferieur” beschouwde. Steinbeck kreeg van Fox echter wel 50.000 dollar voor de filmrechten op zijn manuscript. Andere schrijvers die mee hebben gewerkt aan het scenario zijn Hitchcocks vrouw Alma Reville, MacKinlay Kantor, Patricia Collinge, Albert Mannheimer en Marian Spitzer. Hitchcock huurde Ben Hecht om het einde van het scenario te herschrijven.
Lifeboat zou eigenlijk opgenomen worden in technicolor en met een uitsluitend mannelijke rolbezetting van vrijwel alleen maar onbekende acteurs. Canada Lee, een toneelacteur met nog maar 1 filmrol op zijn naam, werd als eerste gekozen voor de film. Hitchcock dacht van tevoren de camerahoeken al uit die nodig zouden zijn voor de film. Het feit dat de film zich afspeelde in een kleine omgeving met een hoop personages, betekende een nieuwe uitdaging voor Hitchcock. Vier reddingsboten werden gebruikt voor de opnames. De film werd bijna geheel opgenomen in de Twentieth Century-Fox studio on Pico Boulevard op het huidige Century City. Alleen voor de achtergrond werden wat opnames gemaakt van de zee bij Miami en de San Miguel Island in Californië.
De opnames werden geplaagd door ziektes onder de acteurs en crew:
- Nog voor de opnames begonnen moest William Bendix de rol van Murray Alper overnemen omdat deze ziek was geworden.
- Na twee weken werd director of photography Arthur Miller ziek en moest vervangen worden door Glen MacWilliams.
- Tallulah Bankhead kreeg tweemaal een longontsteking tijdens de opnames.
- Mary Anderson werd zwaar ziek tijdens de productie.
- Hume Croyn liep twee gebroken ribben op en verdronk bijna toen hij per ongeluk terechtkwam in de machine die de golven maakte voor de stormscène. Hij werd gered door een reddingswerker.[3]

In totaal was Lifeboat van 3 augustus tot 17 november 1943 in productie.

### Hitchcocks cameo
Hitchcock had de gewoonte om in bijna al zijn films een cameo te hebben. In deze film leek dit echter niet mogelijk omdat er gezien de locatie van het verhaal, een reddingsboot die op open zee drijft, geen scènes in voorkomen die zich afspelen op een plek waar Hitchcock ergens op de achtergrond of tussen de menigte kon gaan staan. Hitchcock loste dit probleem op door zijn foto in de krant te zetten die door een van de personages wordt gelezen.

### Ontvangst
De film werd met gemengde reacties ontvangen, vooral wat betreft de personages Willi en Joe.
De manier waarop de Duitsers werden neergezet in de film was onderwerp van enige controverse, daar critici het opvatten als oorlogspropaganda. Dorothy Thompson en Bosley Crowther van de New York Times vonden dat de film de Duitsers sterker deed lijken dan de Amerikanen en Britten. Hitchcock reageerde met dat de moraal van zijn film was dat de geallieerden moesten stoppen met hun onderlinge geruzie om zo de oorlog te kunnen winnen. Over Willi zei hij dat hij de schurk in zijn verhalen altijd respecteert, en hem graag maakt tot een personage waarvan men juist blij is dat de held hem verslaat.
Van het personage Joe, een Afro-Amerikaan, werd beweerd dat zijn rol in de film te stereotiep was.
Los van deze punten prezen critici de film om het acteerwerk en de regie.

## Prijzen en nominaties
Tallulah Bankhead ontving in 1944 een New York Film Critics Circle Awards voor haar rol in Lifeboat.
In 1945 werd Lifeboat genomineerd voor drie Academy Awards:
- Beste camerawerk, zwart-wit
- Beste regie
- Beste oorspronkelijke scenario